# Šokac P1
 (février 2025).
Si vous disposez d'ouvrages ou d'articles de référence ou si vous connaissez des sites web de qualité traitant du thème abordé ici, merci de compléter l'article en donnant les références utiles à sa vérifiabilité et en les liant à la section « Notes et références ».
Le Šokac P1 est un pistolet-mitrailleur de fabrication croate utilisé durant les guerres de Yougoslavie.

## Technique
Comme la Zastava M49, cette  mitraillette est basée sur le PPSh-41 soviétique  (en service dans la JNA entre 1945 et 1970 puis dans la TO jusqu'en 1991). Elle possède  possède ainsi une sécurité placé à l'intérieur du pontet, une hausse basculante et un guidon protégé par un tunnel. La  longueur du manchon  refroidisseur est néanmoins moindre  et le chargeur est droit (c'est celui de la STEN). Une caractéristique intéressante est la conception de la crosse rabattable qui  est étonnamment similaire à celle du PM tchécoslovaque SA Vz. 23. Enfin la portée usuelle est de 50-100 m.

## Diffusion
L'Armée croate utilisa le PM Šokac P1 durant les guerres de Croatie, de Bosnie-Herzégovine et croato-bosniaque.
Les Militaires et paramilitaires croates ont aussi utilisé d'autres mitraillettes de fabrication nationales comme les Ero/Mini-Ero, Zagi M-91, Pleter M-91  et autres Agram.

## Sources
Cette notice est issue de la lecture des revues et blogs de langue française suivantes :
- Luc GUILLOU, « Les pistolets Sokac et Zagi »,'Action Armes & Tir N°269